# Buck Clayton
Buck Clayton (12 de noviembre de 1911-8 de diciembre de 1991) fue un trompetista de jazz de nacionalidad estadounidense, cariñosamente conocido por ser uno de los principales miembros de la orquesta de Count Basie 'Old Testament', y líder en diferentes jam session de tendencia mainstream de la década de 1950. Su principal influencia la recibió de Louis Armstrong. Clayton trabajó de manera estrecha con Li Jinhui, padre de la música popular china en Shanghái. A largo plazo, su contribución cambió la historia de la música en China, Hong Kong y Taiwán.

## Primeros años
Su verdadero nombre era Wilbur Dorsey Clayton, y nació en Parsons, Kansas. El padre de Clayton era un músico aficionado y relacionado con la iglesia local, que fue el responsable de enseñar a su hijo a tocar la trompeta con seis años de edad. Con esa edad también tocaba el piano, y más adelante Clayton aprendió trompeta con Bob Russell, miembro de la banda de George E. Lee. Tras su período en la high school, se mudó a Los Ángeles, California. Formó una banda llamada “14 Gentlemen from Harlem”, un grupo de 14 músicos en el cual él era el líder. Posteriormente, y durante un breve tiempo, tocó en la orquesta de Duke Ellington y en otras bandas. Otro músico con el que Clayton aprendió en esos años fue el trompetista Papa Mutt Carey.
A partir de entonces, diferentes fuentes exponen diferentes vías mediante las cuales Clayton acabó en Shanghái. Según unas, Clayton fue escogido por Teddy Weatherford para trabajar en el Canódromo en la Concesión Francesa en Shanghái. Otras afirman que escapó temporalmente de los Estados Unidos para evitar el racismo.
Desde 1934 a 1935, según algunas fuentes, lideró los "Harlem Gentlemen" en Shanghái. Su experiencia en el este fue única, sufriendo Clayton discriminación por parte de los marines estadounidenses estacionados en Shanghái. Según varios informes, fue atacado por soldados, que llegaron a tirarle ladrillos. Por el contrario, fue tratado por los chinos como si fuera miembro de la elite. En algunos de los grupos sociales con los que se relacionaba podía encontrarse a la esposa de Chiang Kai-shek, Soong May-ling, y a la hermana de ésta, Ai-ling, ambas asiduas del Canódromo. Clayton tocaba numerosas canciones compuestas por Li Jinhui, aunque adaptando la música china al estilo jazzístico americano. Una guía de 1935 de Shanghái consideraba a Clayton y a Teddy Weatherford como la principal atracción del jazz en el Canódromo. Finalmente, dejó Shanghái antes del inicio en 1937 de la segunda guerra sino-japonesa.  A Clayton se le concede el mérito de haber contribuido al acercamiento entre la música tradicional china y el shidaiqu/mandopop.

## Carrera en Estados Unidos
A finales de 1937 aceptó una oferta del líder de banda Willie Bryant para tocar en Nueva York, pero cuando se mudaba al este hizo una parada en Kansas City, donde fue persuadido a quedarse con Count Basie, cuya orquesta tocaba en el Club Reno, tomando como trompetista el puesto dejado vacante por Hot Lips Page. A partir de 1937 la orquesta de Count Basie tomó como base Nueva York, lo cual dio a Clayton la oportunidad de trabajar de modo independiente en trabajos de estudio, participando en sesiones de grabación con Billie Holiday y con Lester Young para el sello Commodore Records y Keynote Records. Clayton permaneció con Basie hasta que fue llamado a filas en noviembre de 1943. Destinado en Camp Kilmer, cerca de Nueva York, Clayton pudo participar en varias sesiones con diferentes estrellas, algunas de ellas lideradas por Sy Oliver.

## Años posbélicos
Tras su licenciamiento en 1946, trabajó en arreglos para Count Basie, Benny Goodman y Harry James, y formó parte de los conciertos JATP de Norman Granz, actuando en abril junto a Young, Coleman Hawkins y Charlie Parker, y en octubre con la primera gira por los Estados Unidos de los JATP. En esa época también grabó para el sello H.R.S., y en 1947 volvió a Nueva York, trabajando en el club Café Society. Al año siguiente tocó con Jimmy Rushing, también discípulo de Basie, en el Savoy Ballroom. Clayton y Rushing volvieron a trabajar juntos ocasionalmente en la década de 1960.
A partir de septiembre de 1949 Clayton permaneció nueve meses en Europa, liderando un grupo propio en Francia. Clayton grabó de manera intermitente en los siguientes años para el sello francés Vogue Records. En 1953, y de nuevo en Europa, hizo una gira con Mezzrow por Italia.

## Mainstreamer
El crítico inglés Stanley Dance acuñó el término "mainstream" en la década de 1950 para describir el estilo de aquellos músicos de la era del swing que se encontraban a medio camino entre el estilo clásico y el modernista. Clayton fue precisamente uno de los instrumentistas a quien más se aplicó dicha denominación. En diciembre de 1953 Clayton se embarcó en una serie de álbumes de jam session para Columbia Records, los cuales habían sido ideados por John H. Hammond, aunque George Avakian era el principal productor. Las sesiones de grabación de dichos discos duraron hasta 1956. Dos de dichos discos fueron Jumping at the Woodside y Jazz Spectacular (con Kai Winding y J. J. Johnson, y Frankie Laine como vocalista). Clayton también grabó en esa época para Vanguard Records, con producción de Hammond, y en compañía de Ruby Braff, Mel Powell y Sir Charles Thompson.
En 1955 actuó en Benny Goodman Story, trabajando también con Goodman en Nueva York en el Hotel Waldorf-Astoria dos años después. En 1958 estuvo en la Exposición General de primera categoría de Bruselas (1958) para actuar en dos conciertos con Sidney Bechet, y el año siguiente viajó por Europa, y anualmente a lo largo de los años sesenta. Para la compañía Swingville (subsidiaria de Prestige Records) trabajó en dos álbumes con Buddy Tate, y dio apoyo a Pee Wee Russell.
En 1964 actuó en Japón, Australia y Nueva Zelanda con Eddie Condon, con quien ya había tocado de manera ocasional a lo largo de varios años. En los primeros años sesenta fue artista invitado de la banda del trompetista británico Humphrey Lyttelton, actuando en directo y grabando varios discos. A fin de sortear las limitaciones del Sindicato de Músicos del Reino Unido, fue necesario afirmar que dichos discos se habían grabado en Suiza.

## Últimos años
Poco después de tocar en el Festival de Jazz de Nueva Orleans en 1969, Clayton se sometió a cirugía labial, y tuvo que dejar de tocar la trompeta en 1972. Pudo volver a tocar en 1977 para una gira por África patrocinada por el Departamento de Estado de los Estados Unidos, pero en 1979 hubo de dejar la trompeta de manera definitiva, aunque siguió trabajando como arreglista. Posteriormente dio clases en el Hunter College de la Universidad de la Ciudad de Nueva York entre 1975 y 1980, y de nuevo en la década de 1980.
Buck Clayton falleció en 1991 en Nueva York.

## Discografía
- Bird and Pres - The '46 Concerts Jazz at the Philharmonic (Verve, 1946)
- The Classic Swing of Buck Clayton (OJC, 1946)
- Buck Special (Vogue, 1949–53)
- Copenhagen Concert (SteepleChase, 1959)
- Buck & Buddy (Prestige/OJC, 1960)
- Buck Clayton All Stars 1961 (Storyville Records, 1961)
- Buck Clayton Jam Session 1975 (Chiaroscuro, 1975)
- The Buck Clayton Swing Band Live from Greenvich Village (Nagel-Heyer, 1990)
- Goin' to Kansas City (Riverside Records)